# 崔劼
崔劼（?—?），字彦玄，东平原郡贝丘县（今山东省淄博市临川区）人，祖籍清河郡东武城县（今河北省衡水市故城县），出自清河崔氏定著六房之一的南祖崔氏乌水房，北魏、东魏、北齐官员。

## 生平
崔劼的曾祖崔旷跟随慕容德南渡黄河，定居于青州东部的时水，南燕灭亡后，崔旷在宋文帝刘义隆时期出任乐陵郡太守。当时刘宋在黄河以南侨置冀州以及冀州的郡县，崔旷家族成为东清河郡鄃县人，从此世代为三齐地区的世家大族，北齐时期更改郡县设置，崔旷家族成为东平原郡贝丘县人。崔劼的祖父崔灵延是刘骏时期的龙骧将军、长广郡太守，父亲崔光是北魏太保。
崔劼少好学，有家风。北魏末年，以開府行参軍，历任尚書儀曹郎、秘書丞，修撰起居注，官至中書侍郎。541年，兼通直散騎常侍，作为东魏的使者出使南梁。550年，北齐建立，以提议禅让之功，任給事黄門侍郎，加国子祭酒，宿直内省、参典机密。因为清正勤慎，受齐文宣帝赏识。任南青州刺史，有政绩。皇建年間，回朝历任秘書監、齐州大中正，转任鴻臚卿。并省度支尚書，转任京省度支尚書。转任五兵尚書，監国史。565年，齐武成帝将禅位于太子高纬，崔劼以为不可，因此忤旨，出为南兖州刺史。後主高纬即位召還再任度支尚書、儀同三司，食邑文登县。官至中书令，加開府儀同三司，待詔文林館，監修新書。六十六岁病卒。追贈齐州刺史、尚書右僕射，諡文貞。
其子崔拱、崔撝。和士開掌权，二子均外任。崔劼拒绝为儿子求京官。崔拱在天統年間在任城王高湝属下担任丞相諮議参軍、管記室，崔撝担任揚州録事参軍。
弟弟崔廓之，担任臨水令、琅邪王高儼属下大司馬西閤祭酒，转任領軍功曹参軍，武平年間去世。

## 延伸阅读
[在维基数据编辑]
 《北齊書·卷42》，出自李百药《北齊書》